# トロイエンブリーツェンの虐殺
トロイエンブリーツェンの虐殺は、第二次世界大戦末期の1945年4月から5月にかけてソ連軍がドイツブランデンブルク州のトロイエンブリーツェン村で行った民間人虐殺事件である。

## 事件の概要
1945年4月11日、ソ連軍第13軍が同地に到着したが、すぐにヴィッテンベルク方面へ進軍した。4月21日、第1ウクライナ戦線が占領し、戦勝祝いとして大宴会を開き、ドイツ人婦女を拉致した。4月22日、ソ連軍司令部に対して決死隊が攻撃し、フョードル・シャルチンスキー (Fedor Schartschinski) 中佐が射殺される。
4月23日朝、国家労働奉仕団とヒトラーユーゲントによって増強されたドイツ国防軍第12軍、特にトロイエンブリーツェンの第215歩兵連隊が制圧する 。
4月23日午後から夕方にかけて赤軍が反撃し再占領するが、この際にドイツ人の市民が多数虐殺されたとみられている。さらに4月23日以降も虐殺は続き、被害者は森の側へ選ばれ、女性と子供以外の男性は並ばされ射殺された。地域の登記所では254人の死者数が記録されているが、目撃者によれば800人以上の住民と難民が虐殺され、少なくとも721人の遺体数があったという。現在では約1000人が犠牲になったとみられている。遺体は戦争が終結するまで牧草地に放置され、その後、6つの集団墓地に重ねられて、公式の記録では少なくとも125の遺体があった。

## 戦後
虐殺の被害者のための慰霊施設はゲーテ通りにある。
ドイツ民主共和国(旧東ドイツ)では爆撃による被害者としてみなされ、虐殺についての究明は行われてこなかった。旧ドイツ社会主義統一党は公式には被害者数を88人と発表していた。
1995年に、被害者の慰霊のための記念日が設置され、ロシアとイタリア大使館も参列している
2008年のポツダム検察庁の調査では数は不明だが、虐殺が行われたことは確実で、研究のための会議を設置するとした。